# فرانك تيسون
فرانك تيسون (6 يونيو 1930 في المملكة المتحدة - 27 سبتمبر 2015 في أستراليا)  (بالإنجليزية: Frank Tyson)‏ هو مؤلف ومعلق رياضي وصحفي ومدرب رياضي ولاعب كريكت بريطاني. شارك مع منتخب إنجلترا للكريكت. أما مع النوادي، فقد لعب مع نادي مقاطعة نورثامبتونشير للكريكت ‏ ونادي ملبورن للكريكت ‏ وInternational Cavaliers ‏.

## وصلات خارجية
- فرانك تيسون على موقع إي آس بي آن كريك إنفو (الإنجليزية)